# Clamart
Clamart là một xã trong vùng đô thị Paris, thuộc tỉnh Hauts-de-Seine, vùng hành chính Île-de-France của nước Pháp, có dân số là 49.400 người (thời điểm 2004).

## Các thành phố kết nghĩa
- Lüneburg, Đức
- Scunthorpe, Vương quốc Anh

## Những người con của thành phố
- Dany Robin, nữ diễn viên
- Renée Faure, nữ diễn viên (1919-2005)
- Hatem Ben Arfa, cầu thủ bóng đá